# Mangelia leuca
Mangelia leuca är en snäckart som beskrevs av Bush 1893. Mangelia leuca ingår i släktet Mangelia och familjen kägelsnäckor. Inga underarter finns listade i Catalogue of Life.